# Georg Wolfgang Carel Duco thoe Schwartzenberg en Hohenlansberg (1899-1985)
Georg Wolfgang Carel Duco baron thoe Schwartzenberg en Hohenlansberg (Paramaribo, 9 oktober 1899 – Arnhem, 13 april 1985) was een Nederlands politicus van de CHU.
Hij werd geboren als zoon van George Frederik baron thoe Schwartzenberg en Hohenlansberg (1864-1945) en Adriana Magdalena Snouck Hurgronje (1871-1955).	Zijn in Zeeland geboren vader was griffier bij het Hof van Justitie in Suriname en later president van de rechtbank ‌in Middelburg. Zelf werd hij in 1928 benoemd tot burgemeester van Nieuw- en Sint Joosland. In 1934 volgde zijn benoeming tot burgemeester van Gaasterland. Omdat er twijfels waren over zijn houding naar de Duitse bezetters werd kort na de bevrijding in april 1945 Siemand de Jong (commandant van de Binnenlandse Strijdkrachten) benoemd tot waarnemend burgemeester van Gaasterland. Kort daarop werd H.B. van der Goot (oud-wethouder) daar waarnemend burgemeester. In april 1946 kon G.W.C.D. thoe Schwartzenberg en Hohenlansberg zijn oude functie weer hervatten. In november 1964 ging hij met pensioen en in 1985 overleed hij op 85-jarige leeftijd.